# 21 tháng 6
Ngày 21 tháng 6 là ngày thứ 172 (173 trong năm nhuận) trong lịch Gregory. Từ đây đến cuối năm còn lại 193 ngày.
Đây còn là ngày bắt đầu điểm hạ chí (summer solstice) tại Bắc bán cầu với khoảng thời gian ban ngày dài nhất trong năm. Tuy nhiên, tại Nam bán cầu, thời gian có ánh sáng Mặt Trời trong năm ngắn nhất nên ngày này là ngày đông chí.

## Sự kiện
- 1307 – Hải Sơn lên ngôi tại Thượng Đô, trở thành hoàng đế thứ ba của triều Nguyên và Đại hãn thứ bảy của Đế quốc Mông Cổ.
- 1582 – Thời kỳ Chiến Quốc: Daimyō Oda Nobunaga bị tướng Akechi Mitsuhide ép phải tự sát tại Kyoto, Nhật Bản.
- 1898 – Mỹ giành được lãnh thổ Guam từ tay Tây Ban Nha.
- 1900 – Phong trào Nghĩa Hòa Đoàn: Triều Thanh tuyên chiến với các cường quốc Hoa Kỳ, Anh Quốc, Đức, Pháp và Nhật Bản.
- 1925 – Ngày Báo chí cách mạng Việt Nam
- 1945 – Chiến tranh thế giới thứ hai: Các đơn vị kháng cự có tổ chức cuối cùng của Quân đội Nhật Bản trên đảo Okinawa tan rã trước Quân đội Hoa Kỳ.
- 2006 – Hai vệ tinh mới được tìm thấy của Sao Diêm Vương được đặt tên là Nix và Hydra.
- 2009 – Greenland được trao quyền tự quyết, lãnh thổ tiếp quản quyền quản lý đối với hệ thống tư pháp, cảnh sát, và tài nguyên thiên nhiên.
- 2012 – Quốc hội Việt Nam thông qua luật Biển, trong đó khẳng định tuyên bố chủ quyền đối với hai quần đảo Trường Sa và Hoàng Sa; trong khi đó Quốc vụ viện Trung Quốc phê chuẩn thành lập thành phố Tam Sa với phạm vi bao trùm hai quần đảo này.

## Sinh
- 1002 – Giáo hoàng Leo IX (m. 1054)
- 1710 – James Short, nhà toán học người Anh (m. 1768)
- 1824 – Nguyễn Phúc Vĩnh Trinh, phong hiệu Quy Đức Công chúa, công chúa con vua Minh Mạng (m. 1892)
- 1876 – Willem Hendrik Keesom, nhà vật lý học Hà Lan (m. 1956)
- 1890 – Phạm Công Tắc, lãnh đạo Hội Thánh Cao Đài Tòa Thánh Tây Ninh (m. 1959)
- 1910 – Aleksandr Tvardovsky, nhà thơ Xô Viết (m. 1971)
- 1929 – Đặng Văn Quang, Trung tướng Quân lực Việt Nam Cộng hòa (s. 2011)
- 1944 – Ray Davies, nhạc sĩ Anh
- 1946 – Brenda Holloway, nhạc sĩ Mỹ
- 1947 – Shirin Ebadi, luật sư người Iran, được nhận giải Nobel Hòa Bình
- 1950 – John Paul Young, ca sĩ Anh/Australia
- 1962 – Viktor Tsoi, ca sĩ nhạc rock Liên Xô
- 1982 – William, Thân vương xứ Wales Vương Quốc Anh
- 1986 – Lana Del Rey, ca sĩ người Mỹ
- 1987 – Kim Ryeo Wook, thành viên Super Junior

## Mất
- 1475 – Thân Thúc Chu, nhà chính trị người Triều Tiên (s. 1417)
- 1529 – John Skelton, nhà thơ người Anh
- 1914 – Carl Benjamin Klunzinger, bác sĩ, nhà động vật học người Đức (s. 1834)
- 1965 – Henry Weed Fowler, nhà động vật học người Mỹ (s. 1878)
- 1988 – Phạm Huy Thông, nhà thơ, nhà giáo, và nhà khoa học xã hội Việt Nam (s. 1916)

## Ngày lễ và kỷ niệm
- Việt Nam – Ngày Báo chí cách mạng Việt Nam
- Greenland – Quốc khánh